# Motie van treurnis
Een motie van treurnis is een motie waarin wordt uitgesproken dat het orgaan dat de motie aanneemt een bepaalde gang van zaken of een bepaalde opstelling door degene, tegen wie de motie is gericht, betreurt. Deze motie heeft, net als alle andere moties (met uitzondering van de motie van wantrouwen), geen bindende kracht. De bewindspersoon tegen wie de motie zich richt hoeft dus geen gevolgen te verbinden aan een tegen hem aangenomen motie van treurnis.
Een reden om een motie van treurnis te willen aannemen in plaats van een motie van afkeuring is het feit dat bij een motie van afkeuring vaak de vertrouwenskwestie in beeld komt. Wil de indiener niet een blijk van gebrek aan vertrouwen in een bewindspersoon of diens bekwaamheid om te besturen tot uitdrukking brengen maar wel zijn of haar teleurstelling over iets uitspreken, dan kan een motie van treurnis worden gebruikt.
Overigens zij opgemerkt dat de motie van treurnis niet een als zodanig herkenbare, juridisch van andere moties te onderscheiden type motie is. Het enige juridische onderscheid dat er te maken valt tussen verschillende moties is het onderscheid tussen de motie die niet, en de motie die wel blijk geeft van het ontbreken van vertrouwen. De laatste kan een motie van wantrouwen genoemd worden en heeft wel gevolgen. Als de motie wordt aangenomen door de Tweede Kamer betekent dat dat de bewindspersoon tegen wie zij gericht is zijn dan wel haar ontslag moet aanbieden aan het staatshoofd. Opmerkelijk genoeg is dit ongeschreven staatsrecht; het vloeit voort uit de Luxemburgse kwestie.